# Famille Morosini
La famille Morosini (parfois cité sous la forme Mauroceno) est une ancienne famille vénitienne dont sont issus de nombreux mandataires politiques (doges de Venise, ducs de Candie et autres gouverneurs) ou religieux.
Plusieurs monuments de Venise rappellent leur nom.

## Personnalités

### Doges, ducs de Candie (Xe–XVIIIesiècles)
- Albertino Morosini, duc de Candie (1290-1293)
- Alberto Morosini (XIIIe siècle), podestat vénitien, commandant de la flotte pisane à la Bataille de la Meloria (1284) lors de la prise de la Sardaigne par les Catalans
- Alessandro Morosini (XVIIIe siècle), provéditeur général, commandant de la garnison vénitienne à Corfou (1775–1777)
- Andrea Morosini, duc de Candie (1441-1443)
- Andrea Morosini (1558-1618), historien vénitien
- Angelo Morosini, duc de Candie (1255-1259)
- Antonio Morosini, duc de Candie (vers 1530)
- Bernardo Morosini, duc de Candie (1644-1646)
- Caterina Morosini, mère de Pietro Grimani (1677–1752), 115e doge de Venise
- Constanza Morosini, petite-nièce de Tomasina Catarina Morosini et épouse de Stefan Vladislav II (1280-1325), monarque serbe de la dynastie des Nemanjić, dernier roi de Syrmie
- Dea Morosini, épouse de Niccolò Tron (1399–1473), 68e doge de Venise
- Domenico Morosini (mort en 1156), 37e doge de Venise
- Donato Morosini, duc de Candie (1617-1619)
- Egidio Morosini, duc de Candie (1417-1418)
- Elisabetta Morosini, mère de Carlo Contarini (1580-1656), 100e doge de Venise
- Elisabetta Morosini, mère de Paolo Renier (mort en 1789), 119e doge de Venise
- Francesco Morosini, duc de Candie (1612-1614)
- Francesco Morosini (1619–1694), duc de Candie (1656–1661) et (1667–1669), 108e doge de Venise
- Francesco II Morosini dit Lorenzo (1714-1793), chevalier et procurateur de Saint Marc
- Giovanna Morosini, mère de Nicolò Contarini (1553-1631), 97e doge de Venise
- Giovanni Morosini (Xe siècle), moine bénédictin à qui le doge Tribuno Memmo céda l'Île de San Giorgio Maggiore en 982 (? Bienheureux Jean Morosini (mort en 1012) 5 février)
- Giovanni Morosini (XVe siècle), bailli et capitaine de Venise, gouverneur de la ville de Durrës, en Albanie (1419-1421)
- Giovanni Morosini, duc de Candie (vers 1530)
- Giovanni Morosini (1719-1789), évêque de Chioggia (1770-1773), puis de Vérone (1773-1789)
- Giovanni Francesco Morosini (1537-1596), cardinal, évêque de Brescia, ambassadeur de la république de Venise en Savoie, en Pologne, en Espagne, en France et à la cour ottomane auprès du sultan Amurat III
- Giovanni Francesco Morosini, patriarche de Venise de 1644 à 1664, procurateur de San Marco en 1645
- Giuseppe Morosini, duc de Candie (1650-1653)
- Goffredo Morosini, duc de Candie (1355-1357)
- Isabetta Morosini, mère de Nicolò Donato (1539–1618), 93e Doge de Venise
- Jseppo Morosini (XVIIIe siècle), noble influent, musicien amateur et protecteur de Andrea Luchesi (1741-1801), compositeur italien
- Laura Morosini, épouse de Pasqual Cicogna (mort en 1595), 88e doge de Venise
- Lodovico Morosini, duc de Candie (1407-1409)
- Marco Morosini, duc de Candie (1357-1359)
- Marco Morosini, évêque de Trévise (1639-1645) puis de Brescia (1645-1654) (mort le 4 octobre 1654)
- Marino Morosini (1181-1253), 44e doge de Venise
- Marino Morosini, duc de Candie (1274-1276)
- Mario Morosini, duc de Candie (1329-1331)
- Michele Morosini (mort en 1382), 61e doge de Venise
- Morosina Morosini, épouse de Marino Grimani (1532–1605), 89e doge de Venise
- Niccolo Morosini, patriarche de Venise en 1336
- Niccolo Morosini (XVe siècle), bailli et capitaine de Venise, gouverneur de la ville de Durrës, en Albanie (1482-1485)
- Pietro Morosini, duc de Candie (1364-1366)
- Pietro Morosini, cardinal et célèbre jurisconsulte (mort le 11 août 1424), qui travailla à la compilation du 6e livre des Décrétales
- Tomasina Morosini (morte en 1300), fille de Michel Morosini, grand-tante de Constanza Morosini, épouse d'István (Étienne) Árpád de Hongrie (1236-1272) et mère de André III Árpád de Hongrie (1265-1271 ou 1272)
- Tommasina Morosini (XIIIe siècle), fille de Giovanni Morosini, comte d'Arbe, et épouse de Pietro Gradenigo (1251-1311), 49e doge de Venise
- Tommaso Morosini (XIIIe siècle), patriarche latin de Constantinople (1204-1211)
- Tommaso Morosini, général des galères de Venise (mort à la Guerre de Candie en 1647)

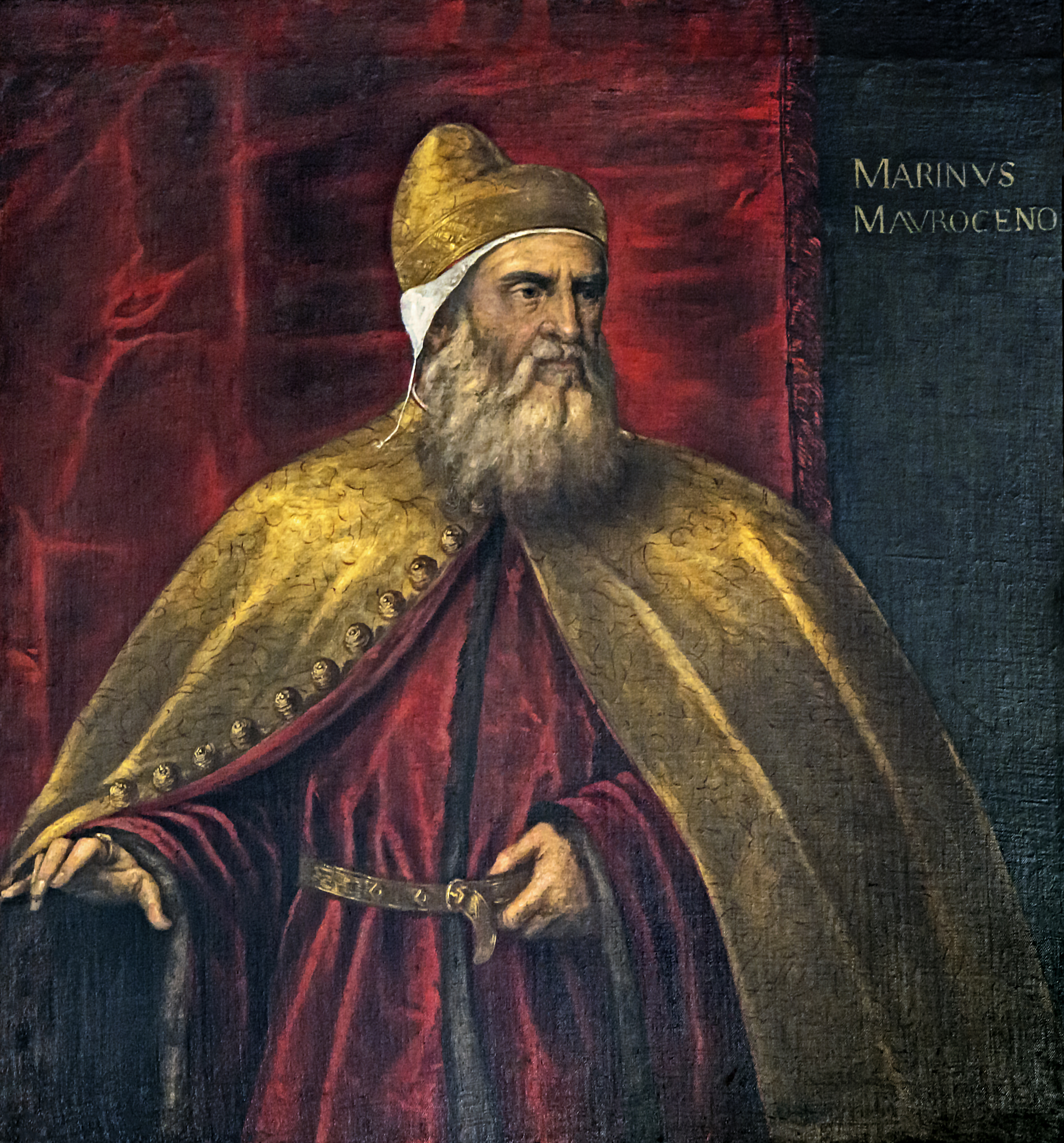
Marino Morosini par Palma il Giovane
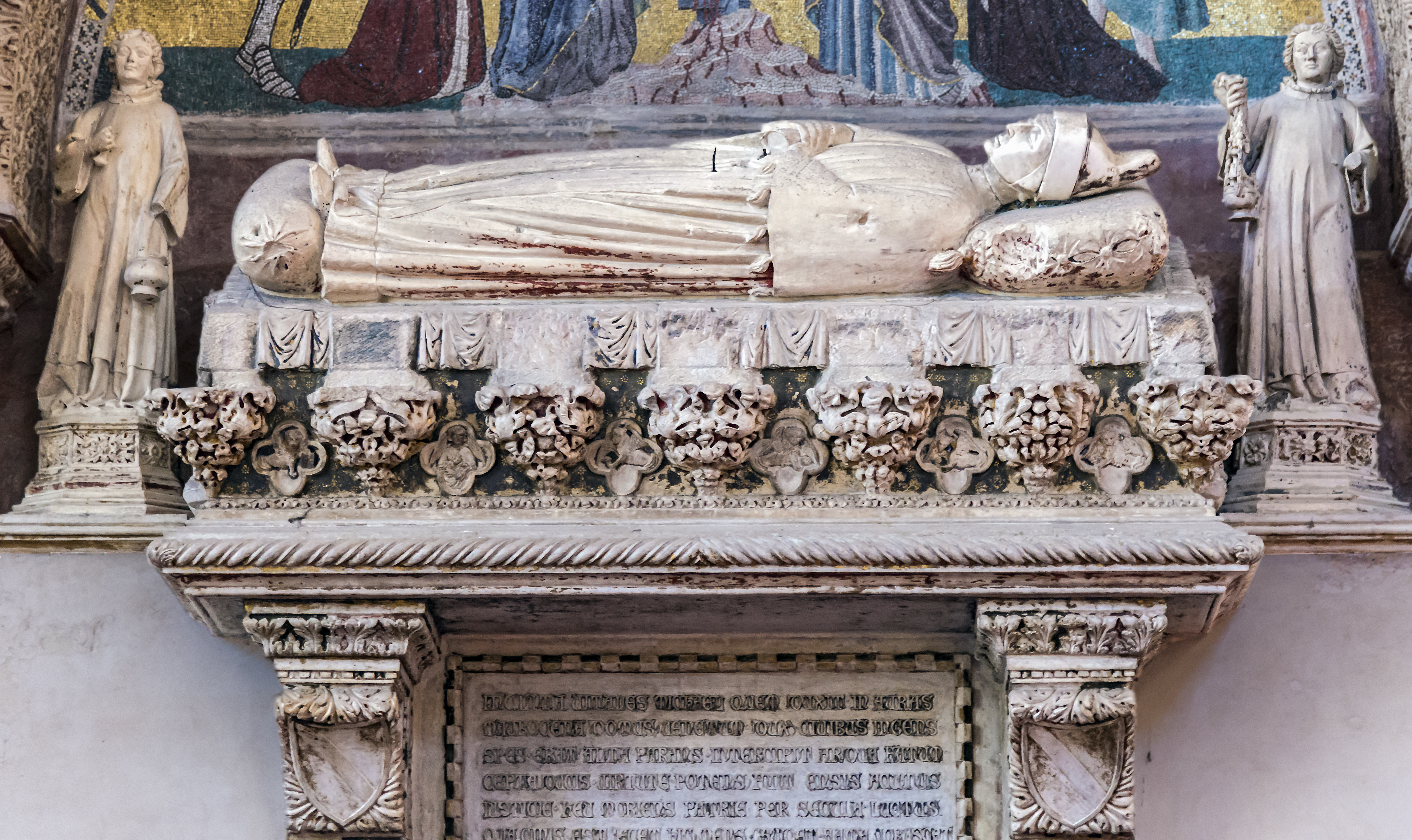
Tombe de Michele Morosini
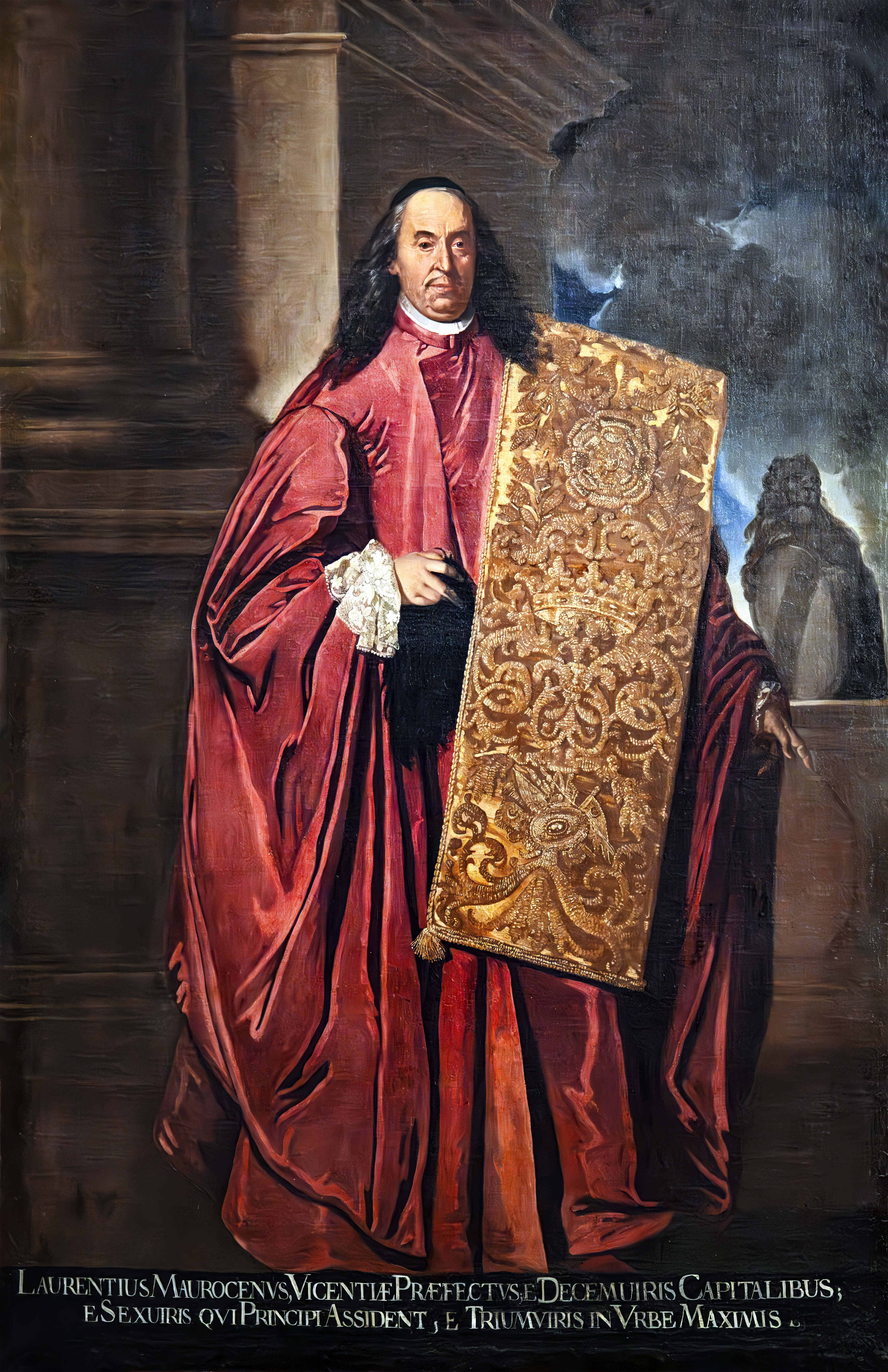
Lorenzo Morosini

## Armes

Blason de la famille Morosini

Les armes de la famille se blasonnent ainsi : d'or à une bande d'azur.

## Postérité

### Monuments et arts
- Arc Morosini, œuvre du peintre vénitien Gregorio Lazzarini, conservée à la salle des scrutins du Palais des Doges
- Cabinet des Morosini, cabinet de médailles du Sénateur vénitien Morosini (Petro Mauroceno)[2]
- Chapelle Morosini dans l'Église de la Madonna dell'Orto
- Fontaine Morosini à Héraklion
- Palais Morosini, édifié au XIIe siècle en face du Grand Canal[3]

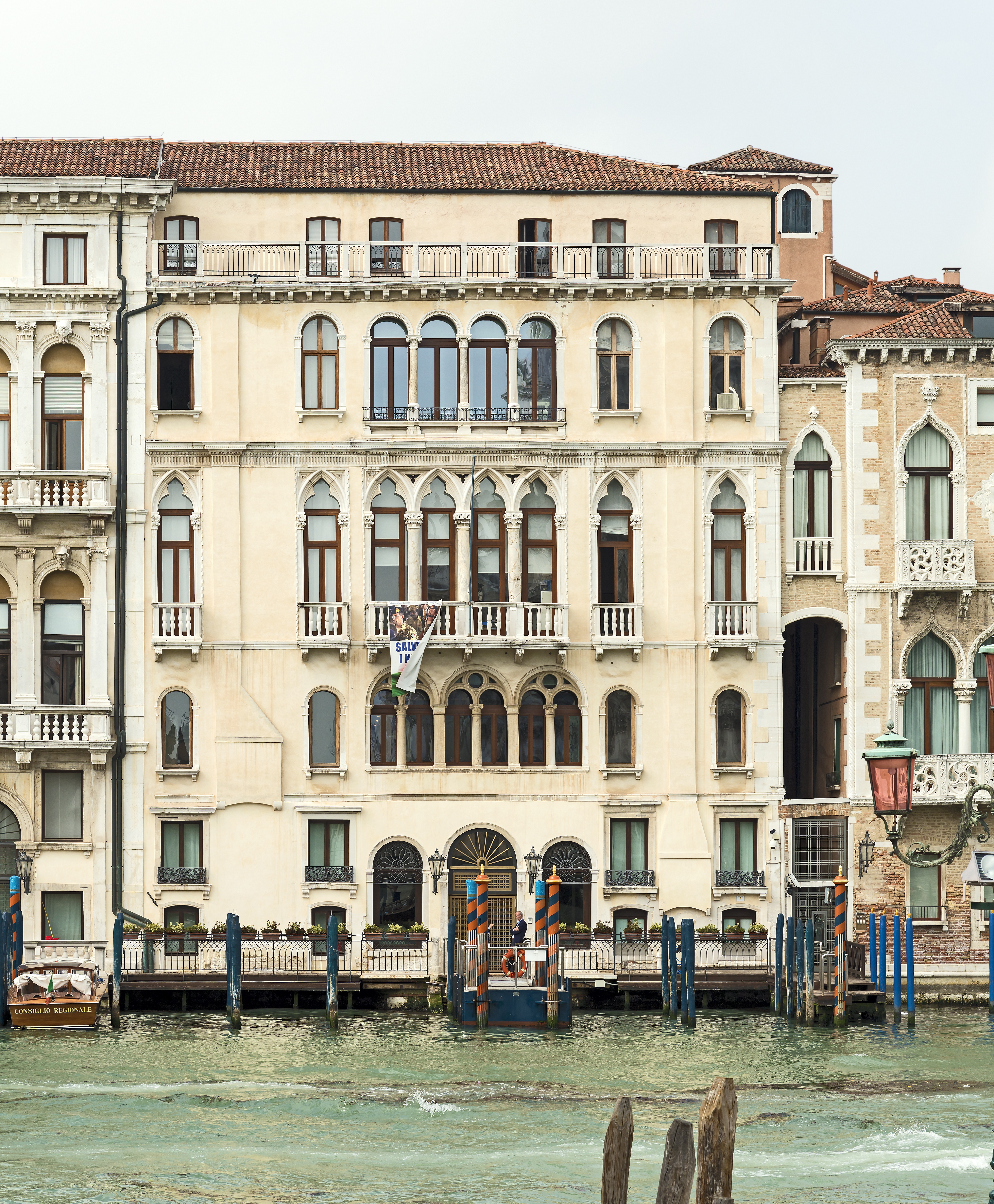
Ca' Morosini Ferro Manolesso. Façade sur le Grand Canal
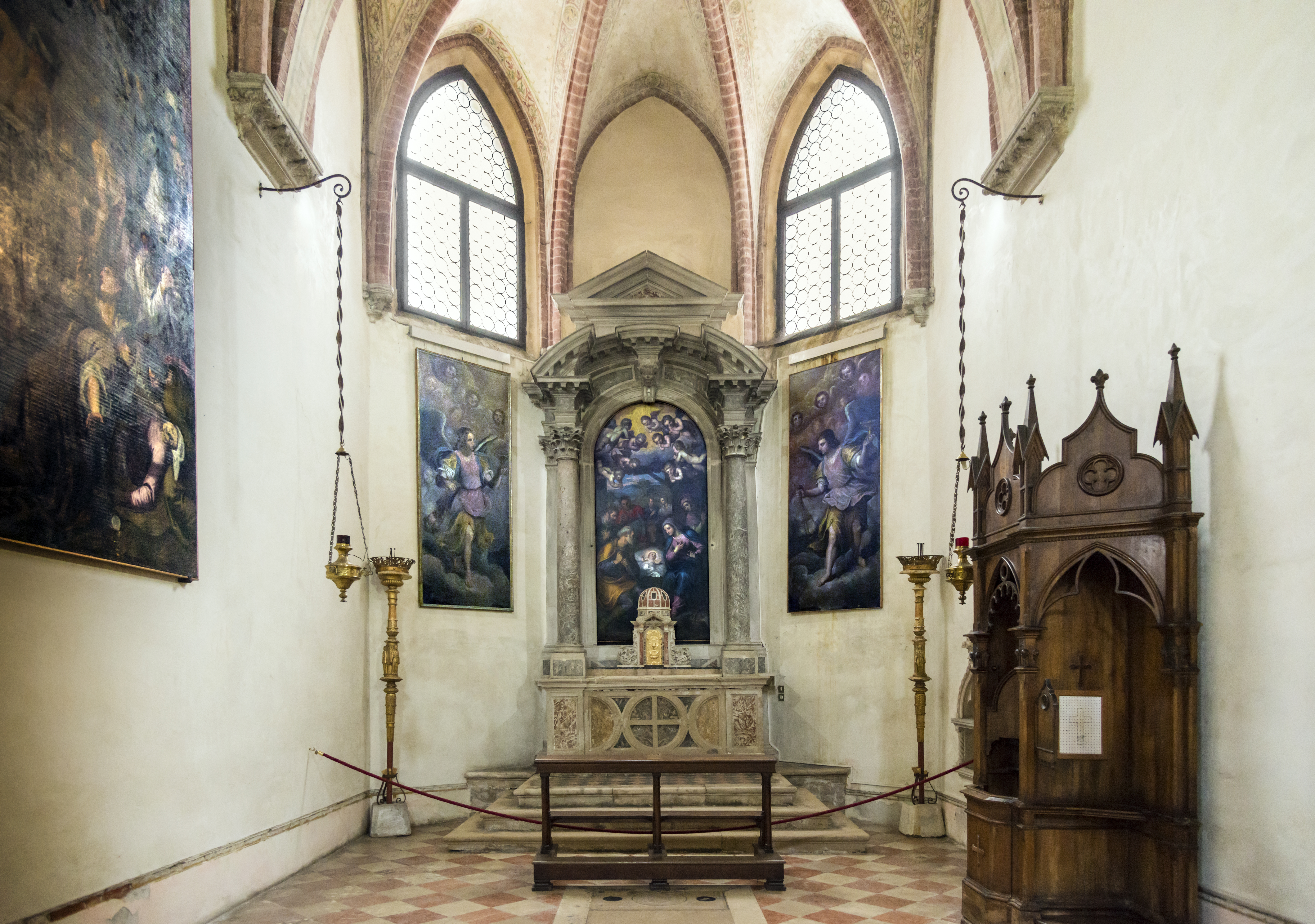
Chapelle Morosini Église de la Madonna dell'Orto

### Marine
- Cuirassé Francesco Morosini, cuirassé italien Pré-Dreadnought Ruggiero di Lauria (1885)
- École navale militaire Francesco Morosini[4], dans le port de Venise

### Personnages de fiction
- Aldo Morosini, personnage de la série romanesque Le Boiteux de Varsovie de Juliette Benzoni
- Onofrio et Giovanni Morosini, personnages de Les Fiancés : Nouvelle vénétienne de Charles Nodier[5]